# Węglin (powiat kraśnicki)
Węglin – wieś w Polsce położona w województwie lubelskim, w powiecie kraśnickim, w gminie Trzydnik Duży.
W latach 1975–1998 miejscowość administracyjnie należała do województwa tarnobrzeskiego.
Wieś stanowi sołectwo gminy Trzydnik Duży. Według Narodowego Spisu Powszechnego (III 2011 r.) wieś liczyła 369 mieszkańców.

## Historia
Węglin, w wieku XVI  Waglno.
Według Słownika geograficznego Królestwa Polskiego z roku 1893 wieś i folwark przy zbiegu rzeczki Karasiówki z Jędrzejówką w powiecie janowskim, gminie Trzydnik, parafii Potok.

Folwark wchodził w skład dóbr Gościeradów  około 1893 roku posiadał 3 domy 6 budynków gospodarczych, 520 mórg ziemi i 62 mieszkańców. Wieś Węglin posiadała  16 osad z gruntem 377 mórg. Gleba gliniasta, w okolicy łomy kamienia. Spis z roku 1827 wykazał tu  51 domów i  123 mieszkańców. 
W połowie XV wieku wieś ta należała do parafii Potok, była własnością Jana Mikołaja Kaczki, który miał tu 4 łany kmiece z których dziesięcinę, wartości 2 grzywien płacono, scholastykowi sandomierskiemu. Dwa folwarki rycerskie dawały dziesięcinę plebanowi w Potoku (Długosz L.B. t.I s.332 i t.II s.504). Według registru poborowego powiatu lubelskiego z r. 1531 płacono tu od 1½ łana i młyna. W roku 1569 były drobne części obejmujące razem 5 łanów, w roku 1676 łowczy rawski płaci pogłówne od 17 poddanych, Mikołaj Iżycki od siebie, brata, sługi szlacheckiego i 29 poddanych, Piotr Dębiński od siebie, żony, brata, służącego i 24 poddanych (Pawiński, Małop., 373, 376, 40a). 